# Marijan Urtić
Marijan Urtić (sinh ngày 16 tháng 1 năm 1991 ở Lucerne) là một cầu thủ bóng đá Croatia hiện tại thi đấu ở vị trí hậu vệ cho SC Kriens.

## Sự nghiệp
Vào ngày 8 tháng 7 năm 2016, anh gia nhập FC Chiasso on a one-year contract.